# 谢伏瞻
谢伏瞻（1954年8月9日—），男，汉族，湖北天门人，中华人民共和国经济学家、政治人物，中国共产党党员。华中科技大学（原华中理工大学）毕业，原中国机械工业部自动化研究所硕士研究生。第十七届中纪委委员，第十八、十九届中央委员。曾任国家统计局局长、国务院研究室主任、研究员、河南省人民政府省长、中共河南省委书记、中国社会科学院院长。曾两次获得「孙冶方经济科学奖」，一次国家科技进步二等奖。

## 生平
从华中科技大学（原华中理工大学）毕业后，谢伏瞻被分配到人民日报任职；1983年考入原机械工业部自动化研究所；1986年获工学硕士学位后，进入中国政府的智囊机构 —— 国务院发展研究中心工作；期间，曾于1991年至1992年，在美国普林斯顿大学经济系任访问学者；1993年，获得副研究员职称，并出任研究中心信息部副部长；此后，历任研究中心情报中心副主任，研究中心办公厅主任、兼任学术委员会秘书长等职；1996年2月，获得研究员职称；1999年10月，晋升研究中心副主任；2003年，再次被派赴美国进修，在哈佛大学肯尼迪政府学院公共管理高级培训班受训。
2006年10月，在国务院发展研究中心前后工作了二十年的谢伏瞻被任命为国家统计局局长；并于同年11月起，兼任中国人民银行货币政策委员会委员。2008年6月，谢伏瞻开始出任中国政府的另一智囊机构——国务院研究室的主任职务，成为时任国务院总理温家宝的智囊之一。
2013年3月，中共中央宣布，58岁的谢伏瞻出任中共河南省委副书记、并提名担任省长，4月2日当选。2013年5月，补选为第十二届全国人民代表大会代表。2016年3月26日，中共中央决定谢伏瞻任中共河南省委书记。4月5日，辭去省長職務。4月7日，當選為河南省人大常委會主任。2018年1月，当选第十三届全国政协委员。2018年3月，当选第十三届全国政协常委。同年3月21日，不再担任中共河南省委书记职务。
2018年3月20日，出任中国社会科学院院长、党组书记。2022年5月1日，卸任中国社会科学院院长职务。
2022年6月22日，被增补为全国政协经济委员会副主任，2023年3月届满离任。2023年10月，任中国人权发展基金会理事长。

## 争议事件

### 带病提拔老乡
温家宝在2013年国务院总理任期届满下台前突击安排没有任何地方工作经验且将近60岁“高龄”的亲信谢伏瞻担任河南省省长，后又升任河南省委书记。谢伏瞻在担任河南省委书记期间，中央巡视工作领导小组于2016年通报河南省存在带病提拔官员问题，并要求谢伏瞻领导的河南省切实消除请托风、说情风、老乡风。 就在次年2017年，谢伏瞻顶风作案带病提拔自己的湖北老乡徐光担任河南省副省长，且被安排负责国土资源、房地产、重点项目建设以及交通等可以利益输送的领域。徐光在2012年河南平坟运动期间被称为平坟书记，引起极大民怨，却没有影响谢伏瞻2017年对他的提拔，2018年3月谢伏瞻被调离河南，2019年8月24日徐光因严重违纪被查。另外，2018年1月即谢伏瞻将要离任河南前俩月，被其突击提拔为郑州市市长的原商丘市委书记王战营未满一周就被调回原职。谢伏瞻被调回北京后，中国海外媒体盛传他将担任全國政協副主席和央行行長，但结果全部落空，谢伏瞻是透过何种管道跟外媒建立的联系至今无从得知，同时香港《明报》评论谢伏瞻的落选结果“令人瞠目”，显得“格外突兀”。

### 争议言论
谢伏瞻在2008年3月22日召开的“中国发展高层论坛年会”上声称要防止务工人员收入过快上涨，降低劳动力成本推动的通胀压力。言论一出立即引发网民抨击，中国多家报刊和网站纷纷质疑其言论正当性。中新网批评谢伏瞻的言论完全是谬论，且是不和谐的谬论。文章评论称（温家宝）政府为了刺激消费，可以给公务员涨工资，但为了抑止通胀，就要“防止务工人员收入上涨”，这公平吗？中国的农民是吃苦受累的群体，为何还要往农民头上栽赃？于心何忍。红网评论称谢伏瞻的言论违背市场经济原则，企图越俎代庖插手干预价格运行，且与十七大报告精神相悖。大江网评论称在中国物价飞涨的背景下，农民工不仅工资过低，而且增长慢，加之屡禁不止的恶意欠薪，更让农民工收入得不到最起码的保障，防止务工收入的过快上涨却出自国家统计局局长之口，让人震惊。
十一年之后谢伏瞻又在2019年两会上发表雷人提案，声称应该取消部分国企管理层薪酬限制，多维新闻网评论称谢伏瞻的言论不仅跟中共政策唱反调，而且引发中国民众不满。

## 学术研究
谢伏瞻是著名经济学专家，享受中国国务院颁发的“政府特殊津贴”。他的主要研究方向是宏观经济政策、公共政策、区域发展战略和企业改革等。曾先后主持、或共同主持了《东亚金融危机跟踪研究》、《国有企业改革与发展政策研究》、《经济全球化与政府作用的研究》、《金融风险与金融安全》、《完善社会主义市场经济体制研究》等重大课题的研究。
他还曾参加了世界银行援助的“中国产业政策研究”、联合国开发计划署援助的“经济发展政策与规划的综合研究”、亚洲开发银行技术援助的“中国地区发展战略研究”以及多项中国国家自然科学基金、国家科委软科学项目的研究项目。

### 所获荣誉
- 1990年，获得孙冶方经济科学奖
- 1996年，获得国家科技进步奖二等奖
- 2000年，再次获得孙冶方经济科学奖

### 主要作品
- “建立并改善我国外贸体系的主要设想”，《管理世界》1987年6月
- “回笼货币，综合治理通货膨胀的政策建议”《管理世界》1989年5月
- “‘八·五’经济发展发展、途径与政策”《经济研究》1990年6月
- “中国收入分配的现状与政策分析”《管理世界》1994年2月
- “当前国民经济运行的新特点及政策选择”《人民日报》《中国经济时报》 等 1997年12月9日
- “着力结构调整、保持宏观稳定”《管理世界》1997年5月
- “宏观管理与中国的经济安全”《管理世界》2001年第1期
- “经济结构战略性调整的方向与政府作用”《经济学动态》2000年12月
- “优化股权结构、规范上市公司治理”《中国经济时报》《中国证券报》等
- “产业政策聚焦：结构调整的目标和对策”第四章，中国发展出版社